# Hell of a Tester
Hell Of A Tester (a veces escrito Hellofatester) es el nombre del tercer álbum de estudio de la banda de rock finlandesa The Rasmus. Fue lanzado en 1998 por el sello disquero Warner Music Finland.
De este álbum se extrajo el popular sencillo Liquid, el cual fue lanzado en septiembre de 1998, llegando a estar en el Top 40 de MTV Nórdico. Fue votado como Sencillo del Año 1998 por críticos musicales y fanáticos fineses y el video ganó un premio en 1999 en el Finnish Music Video Awards. 
Es el tercer disco de oro consecutivo que logra la banda.
El librillo dentro del álbum contiene las letras de las canciones en código Braille.

## Lista de canciones
1. Every Day - 3:18
2. Dirty Moose - 3:26
3. Swimming With The Kids - 3:55
4. Man In The Street - 3:33
5. Tonight Tonight - 2:03
6. City Of The Dead - 3:22
7. Liquid - 4:18
8. Pa-Pa - 2:15
9. Vibe - 2:50
10. Help Me Sing - 3:24
11. Tempo - 4:49

## Sencillos
- El primer sencillo del álbum fue Liquid, lanzado el mismo año que el álbum.
- Su segundo sencillo, Swimming With The Kids, fue lanzado en 1999. Este fue el último sencillo que lanzaron bajo el nombre de Rasmus, antes de que se convirtieran en The Rasmus.

## Créditos
The Rasmus
- Lauri Ylönen: Vocales
- Pauli Rantasalmi: Guitarra
- Eero Heinonen: Bajo
- Janne Heiskanen: Batería

Músicos adicionales
- Saxofón por Aleksi Ahoniemi.
- Trompeta por Jukka Tiirikainen.
- Trombón por Matti Lappalainen.
- Saxofón en Dirty Moose, Man in the Street y Vibe por Timo Lavanko y Ilkka Hämäläinen.
- Violonchelo en Every Day por Tuukka Helminen.
- Timbal en Every Day por Mikko Pietinen.
- Órgano on Dirty Moose y Help Me Sing por Pate Kivinen
- Panda 49 en Swimming with the Kids y teclados en Man in the Street y Tempo por Henri Sorvali.
- Cuerdas en Liquid conducidad por Riku Niemi.

Personal adicional
- Producido en H.I.P. Studio y mezclado en Finnvox por Ilkka Herkman y producido por The Rasmus y Teja Kotilainen
- Liquid grabada y mezclada por Juha Heininen en Millbrook Studio y producida por The Rasmus y The Nose.
- Vibe grabada y mezclada por Herkman en Finnvox y producida por Robert Palomäki
- Masterizado por Pauli Saastamoinen en Finnvox